# Języki irańskie

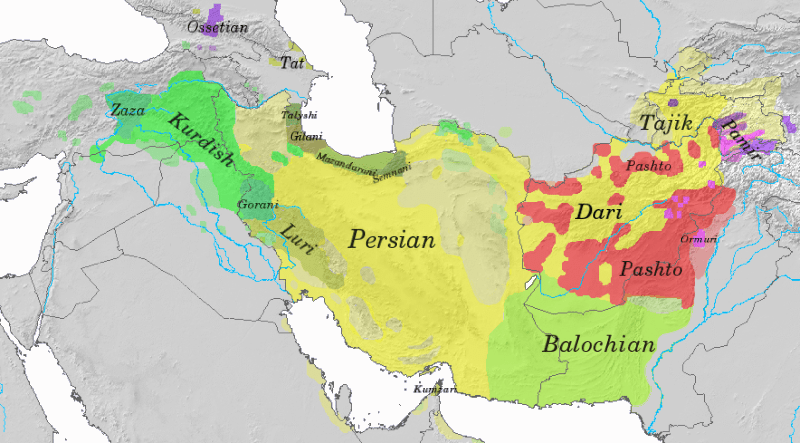
Zasięg języków irańskich

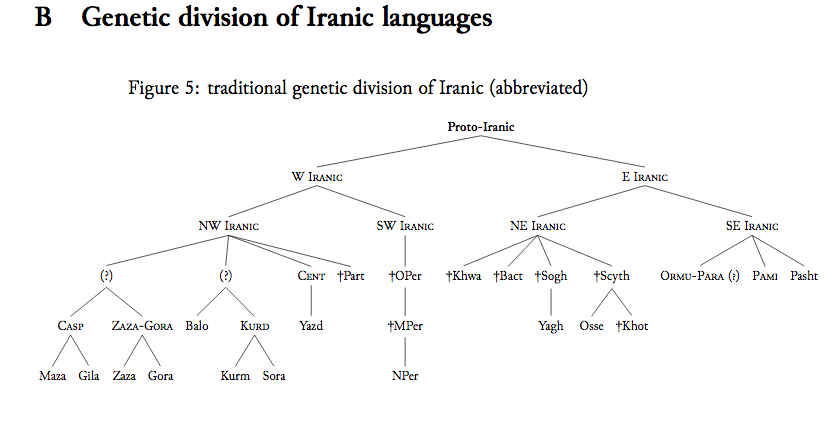
podział genetyczny języków irańskich

Języki irańskie – grupa języków indoeuropejskich, którymi posługuje się około 200 mln osób zamieszkujących Bliski i Środkowy Wschód oraz Azję Środkową. Wśród nich najbardziej rozpowszechnione są: perski (60–100 mln), pasztuński (50 mln) i kurdyjski (30 mln). 
Języki irańskie wyodrębniły się około 1500 r. p.n.e. z indoirańskiej wspólnoty językowo-kulturowej. W okresie staroirańskim (1500–300 r. p.n.e.) języki staroirańskie podzieliły się na cztery grupy terytorialne (południowo-zachodnią, południowo-wschodnią, północno-zachodnią i północno-wschodnią), które w zasadzie istnieją do dziś. Najstarsze zapisy języków irańskich pochodzą z VI w. p.n.e. – jest to święta księga zaratusztrianizmu Awesta w języku awestyjskim oraz napisy naskalne w języku staroperskim.
Tradycyjnie w rozwoju języków irańskich wyróżnia się trzy okresy:
- staroirański (1500 – 300 r. p.n.e.)
- średnioirański (300 r. p.n.e. – 800 r. n.e.)
- nowoirański (od 800 r.)

Najważniejszym językiem tej rodziny jest język perski, który przez długi czas był językiem klasycznym. W swoim rozwoju przeszedł od języka staroperskiego, przez średnioperski (pahlawi) aż do nowoperskiego.
Początkowy język tej grupy, prairański, zaczął się różnicować około 2000 lat temu. Pierwotny podział dialektów przebiegał pomiędzy wschodem i zachodem. W późniejszym okresie oba zespoły dialektalne podzieliły się na grupę północną i południową, po czym nastąpił gwałtowny wzrost zróżnicowania, a co za tym idzie wzrost liczby języków w tej grupie. Odzwierciedleniem tych procesów jest współczesny podział języków irańskich.

## Klasyfikacja języków irańskich
języki indoeuropejskie > języki indoirańskie > języki irańskie
języki irańskie:
- wschodnioirańskie
  - północno-wschodnie
    - awestyjski †
    - zachodnio-scytyjskie
      - scytyjski †
      - osetyjski

    - chorezmijski †
    - sogdyjskie
      - sogdyjski †
      - jagnobijski (nowosogdyjski)

  - południowo-wschodnie
    - ormuri-paraczi
      - ormuri
      - paraczi

    - wschodnio-scytyjskie (sakijskie)
      - sakijski †
      - chotański †

    - paszto
    - pamirskie
      - wachi
      - mundżi-jidgha
        - mundżański-
        - jidgha

      - sanglechi-iszkaszmi
        - sanglechi
        - iszkaszmi

      - szugni-jazgulamskie
        - szugni
        - jazgulamski
        - sarikoli
- zachodnioirańskie
  - północno-zachodnie
    - medyjski †
    - partyjski †
    - środkowoirańskie
      - yazdi
      - nayini
      - natazi
      - soi
      - chunsari
      - gazi
      - siwandi
      - wafsi

    - semnani
      - semnani
      - sangisari

    - kaspijskie
      - gilański
      - mazanderański
      - szahmirzadi
      - tałyskie
        - tałyski (tałysz)
        - harzani

    - zaza-gorani
      - zaza
      - gorani

    - beludżyjskie
      - beludżi

    - kurdyjskie (vide: Język kurdyjski)
      - kurmandżi
      - sorani
      - dialekty południowo-kurdyjskie

  - południowo-zachodnie
    - perskie
      - staroperski †
      - perski (farsi)
        - dari
        - tadżycki
          - bucharski

    - tacki (tat)
    - dialekty Farsu
      - fars
      - lari

    - dialekty luryjskie
      - luri
      - bachtiarski
      - kumzari

    - baszkardi